# Kevin Iodice
Kevin Iodice (* 12. Januar 2001 in Schlieren) ist ein Schweizer Fussballspieler.

## Karriere
Iodice begann seine Karriere beim Grasshopper Club Zürich, bei dem er 2018 sein Debüt in der zweiten Mannschaft in der viertklassigen 1. Liga gab, als er am 26. Mai (26. Spieltag) beim 3:3 gegen den FC Buochs in der Startelf stand. Dies blieb in der Spielzeit 2017/18 sein einziger Einsatz für die Grasshoppers. Nach einer Spielzeit, in der er erneut in den Jugendmannschaften des Vereins aktiv war, wurde er zur Saison 2019/20 fest in das Kader der zweiten Mannschaft befördert und kam bis Saisonende zu zwölf Einsätzen, wobei er ein Tor erzielte. Zudem gab er am 30. Juli 2020 (35. Spieltag) beim 2:2 gegen den FC Aarau sein Profi-Debüt in der Challenge League in der ersten Mannschaft der Zürcher. Sein zweiter Einsatz folgte drei Tage später am letzten Spieltag gegen den FC Winterthur. In der Saison 2020/21 absolvierte Iodice zwei Spiele für die zweite Mannschaft, bevor er in der Winterpause zum liechtensteinischen Hauptstadtklub FC Vaduz wechselte. Er debütierte in der Super League, der höchsten Schweizer Spielklasse, am 28. Februar 2021 beim 2:0 gegen den FC Sion, als er in der 43. Minute für Joël Schmied in die Partie kam. Am Ende der Saison gewann er ausserdem mit dem Liechtensteiner Cup seinen ersten Titel.
Nach dem Ende der Saison 2022/23 wechselte er zur SS Cosmos nach San Marino. Für seinen neuen Verein absolvierte er Anfang Juli 2023 ein Spiel in der Qualifikation zur UEFA Europa Conference League und wechselte daraufhin im September 2023 zu Sammaurese Calcio in die Serie D. Anfang Januar 2024 kehrte er in die Schweiz zurück und schloss sich dem FC Schaffhausen an.

## Erfolge
- Liechtensteiner Cup (2): 2022 und 2023